# ポケットモンスター 赤・緑の登場人物
- ポケットモンスター
  -  > ポケットモンスターの登場人物 > 赤・緑・青・ピカチュウ・ファイアレッド・リーフグリーンの人物
  -  > 赤・緑・青・ピカチュウ > 登場人物
  -  > ファイアレッド・リーフグリーン > 登場人物
  -  > Let's Go! ピカチュウ・イーブイ > 登場人物

ポケットモンスター 赤・緑の登場人物（ポケットモンスター あか・みどりのとうじょうじんぶつ）では、『ポケットモンスター 赤・緑・青・ピカチュウ』と、『赤・緑』のリメイクである『ポケットモンスター ファイアレッド・リーフグリーン』、および『ピカチュウ』のリメイクである『ポケットモンスター Let's Go! ピカチュウ・Let's Go! イーブイ』に登場する人物を扱う。『赤・緑・青・ピカチュウ』の続編である『金・銀・クリスタルバージョン』と、そのリメイクかつ『ファイアレッド・リーフグリーン』の続編でもある『ハートゴールド・ソウルシルバー』に継続して登場する人物については、ポケットモンスター 金・銀の登場人物も参照。
リメイク版の登場人物の公式イラスト、ゲーム内のドット絵いずれもオリジナル版とは異なる服装をしているキャラクターが多く、主人公に至っては髪型や髪の色など一部の身体的特徴にも若干の違いがある。
担当声優はメディアミックス作品での配役。テレビアニメシリーズでの配役はアニメ版ポケットモンスターの登場人物を参照。

## 主人公・町の住民
主人公
本作の主人公。マサラタウンに母親と暮らす少年・少女で、ライバルとは幼馴染の関係にある。オーキド博士からフシギダネ、ヒトカゲ、ゼニガメのいずれか1匹をもらい、ポケモン図鑑完成を目指して旅に出る。
いずれの主人公もモノローグを除き、基本的に発言することはない。例外的にモノマネ娘にモノマネをされた時のみ喋っており、一人称は男の子なら「ぼく」、女の子なら「わたし」。
『ファイアレッド・リーフグリーン』および『Let's Go! ピカチュウ・Let's Go! イーブイ』では名前候補が表示されず、自分で直接名前を入力するようになっている。『ファイアレッド・リーフグリーン』で何も入力せずに終了したときには、自動であらかじめ用意された数十種類の名前からランダムに割り当てられる。性別を問わずに候補となる名前として、『ファイアレッド』ではレッド、ファイア、『リーフグリーン』ではグリーン、リーフが用意されている。本項では便宜上、各種メディアで使用される名前で区別する。
「大乱闘スマッシュブラザーズシリーズ」では、『ファイアレッド・リーフグリーン』の男女主人公のデザインを元にした「ポケモントレーナー」が登場する。
レッド
声 - 半場友恵（スマブラ） / 竹内順子（THE ORIGIN） / 蒼井翔太（ポケマス）
『赤・緑・青・ピカチュウ』の主人公および『ファイアレッド・リーフグリーン』の男の子主人公。『赤・緑・青・ピカチュウ』の取扱説明書によると年齢は11歳。
『赤・緑・青・ピカチュウ』では名前の候補がバージョンごとに3種類ずつ存在し、『赤』にはレッド、サトシ（田尻智が由来）、ジャック、『緑』にはグリーン、シゲル（宮本茂が由来）、ジョン、『青』にはブルー、ツネカズ（石原恒和が由来）、ジャン、『ピカチュウ』にはイエロー、サトシ、ジャックが用意されている。
『金・銀』以降、複数の作品にNPCとして登場しているが、いずれの作品でも喋らないという点は踏襲されており、台詞は「……」や感嘆符、疑問符のみで構成されている。現実で言う緘黙症のような徹底した無口。
『ファイアレッド・リーフグリーン』ではデザインが新規のものになっており、『ハートゴールド・ソウルシルバー』などではそちらが引き継がれている。
『Let's Go! ピカチュウ・Let's Go! イーブイ』では、後述の主人公（カケル / アユミ）とは別にNPCとして登場。デザインは『赤・緑・青・ピカチュウ』に準拠している。ある条件を満たすとセキエイ高原に現れ、対戦可能になる。手持ちはピカチュウ、ウインディ、カイリキー、ラプラス、カビゴン、メガフシギバナ。
リーフ
声 - 金魚わかな（スマブラ） / 大坪由佳（ポケマス）
『ファイアレッド・リーフグリーン』の女の子主人公。
デザインはオリジナルだが、後述の『赤・緑』の公式ガイドブックの表紙用に作られた少女も意識されている。服装は男の子主人公の服を反転したようなカラーリングになっている。
『ポケモンマスターズ』ではレッドとは別の人物として登場し、独自の個性付けがされている。
カケル / アユミ
声 - 永井真里子（Evolutions・アユミ） / 渡辺明乃（ポケマス・カケル）、明坂聡美（ポケマス・アユミ）
『Let's Go! ピカチュウ・Let's Go! イーブイ』の主人公。肌の色の選択や、衣装の柄の変更が可能。

ライバル
主人公のライバル。主人公同様、オーキド博士からポケモン1匹をもらい、図鑑完成のための旅に出る。主人公と同様にライバルの名前もプレイヤーが自由に決める事が可能。
グリーンが「図鑑を集めながら完璧なポケモンを探した」「いろんなタイプのポケモンに勝ちまくるようなコンビネーションを探した」と語る通り、最序盤から連れていたポッポの進化形であるピジョットと最初にもらったポケモンの最終進化形以外のポケモンは各タイプにおいて特に能力（ポケモンの種類ごとの能力）が高い傾向にあり、またパーティメンバーのタイプも多彩で、パーティ全体に一貫した弱点が存在しないバランスのよい構成となっている。
ライバルがチャンピオンになるのは、シリーズを通しても『赤・緑・青・ピカチュウ』およびそのリメイク作である『ファイアレッド・リーフグリーン』と『Let's Go! ピカチュウ・Let's Go! イーブイ』のみである。
グリーン
声 - 江口拓也（THE ORIGIN） / 福山潤（ジェネレーションズ） / 逢坂良太（ポケマス）
『赤・緑・青・ピカチュウ』および『ファイアレッド・リーフグリーン』の主人公のライバル。オーキド博士の孫で主人公（レッド）とは幼馴染。幼少時代は主人公と一緒に遊んでいたが、年齢・身長・成績が同じの主人公に対して挑発的な態度を見せている。性格は自信家であり、お調子者。軽口を叩くことも多い。
名前の候補がバージョンごとに複数存在し、『赤』にはグリーン、シゲル、ジョン、『緑』にはレッド、サトシ、ジャック、『青』にはレッド、グリーン、ヒロシ、『ピカチュウ』にはブルー、シゲル、ジョン、『ファイアレッド』ではグリーン、シゲル、ツネカズ、サトル、『リーフグリーン』ではレッド、サトシ、ケン、シゲキが用意されている。なお、このライバルの『赤』と『緑』での候補は、この2作での主人公の名前候補を入れ替えたものとなっている。
作中で何度か主人公と対戦する機会があり、当初は言われた通りポケモン図鑑のためのポケモン集めに励んでいたが、ロケット団によるシルフカンパニー占拠事件の際、主人公に対しポケモンリーグで四天王を倒し最強のトレーナーになるつもりであることを告げる。主人公が各町のジムに訪れるたびにすでにジムリーダーに勝利したことが入口付近に刻まれた彼の名前からわかる通り、常に主人公の一歩先を行く存在として描かれている。最終的には主人公よりも先に四天王全員を倒しチャンピオン（最終ボス）になるも直後に主人公に敗北し三日天下に終わる。その際にオーキド博士から「ポケモンへの信頼と愛情が足りなかったから負けた」と指摘されている。ただし、実際に信頼と愛情が不足していることを示すような明確な描写があるわけではない。
『赤・緑・青』と『ファイアレッド・リーフグリーン』ではフシギダネ、ヒトカゲ、ゼニガメのうち、主人公のもらったポケモンに対してタイプの相性で有利なポケモンを最初のポケモンとして手に入れる。このため、使用するポケモンのパーティは3パターン存在する。最終的にチャンピオンとしての彼が使用するパーティは、ピジョット、フーディン、サイドンが共通、ウインディ（ほのお）、ナッシー（くさ・エスパー）、ギャラドス（みず・ひこう）のうちから2体、残りの1体はウインディ、ナッシー、ギャラドスのうちからの2体とタイプ（ほのお、くさ、みず）が重複していないポケモンで、なおかつ彼が最初にオーキド博士からもらったポケモンの最終進化形であるカメックス（みず）、フシギバナ（くさ・どく）、リザードン（ほのお・ひこう）のいずれかの合計6体である。
サント・アンヌ号での対戦で繰り出すラッタは、ポケモンタワーでの対戦以降主人公と戦う時の戦闘メンバーから離脱したままとなる。
『ピカチュウ』版ではオーキド博士が主人公に与えようとしていたイーブイを横取りし、最初のポケモンとして手に入れる。こちらのパーティも3パターン存在し、序盤の主人公とライバルとの戦績によって、シルフカンパニーで戦う時に繰り出すイーブイの進化形が決まる。オーキド研究所での最初の勝負と22番道路の1回目の勝負の両方に負けた場合はシャワーズ、最初の勝負に勝つか22番道路での1回目の勝負に負けるかスルーしたまま進んだ場合はブースター、最初の勝負と22番道路での1回目の勝負の両方に勝った場合はサンダースになる。最終的にチャンピオンとしての彼が使用するポケモンは、サンドパン、フーディン、ナッシーが共通、パルシェン（みず・こおり）、キュウコン（ほのお）、レアコイル（でんき）のうちから2体、残りの1体はパルシェン、キュウコン、レアコイルのうちからの2体とタイプ（みず、ほのお、でんき）が重複していないポケモンで、なおかつ彼が最初にオーキド博士からもらったポケモンの進化形であるサンダース（でんき）、ブースター（ほのお）、シャワーズ（みず）のいずれかの合計6体である。
また、『赤・緑・青』と同様にハナダシティでの主人公との対戦で繰り出すコラッタがポケモンタワーでの対戦を最後に戦闘メンバーから離脱するが、それに加えてオニドリルも離脱する。
『ファイアレッド・リーフグリーン』ではナナシマのイベントをクリアした後に2回目のポケモンリーグ挑戦が可能となるが、そこでの使用ポケモンはピジョットがヘラクロスに、サイドンがバンギラスに変更されている。なお、ヘラクロスとバンギラスの進化前であるヨーギラスはナナシマにのみ生息しているポケモンで、カントー図鑑ではなく全国図鑑に含まれている。
『X・Y』では彼自身は登場していないが、カロス地方に留学していたことが示唆されている。
『Let's Go! ピカチュウ・Let's Go! イーブイ』では、後述のライバル（シン）とは別にNPCとして登場。レッドと同様、デザインは『赤・緑・青・ピカチュウ』に準拠している。サカキがトキワジムリーダーとして敗れた後は、後任としてジムリーダーに就任する。ジムリーダーとして使用する手持ちポケモンは、ケンタロス、ギャラドス、ナッシー、プテラ、フーディン、メガリザードンY。
シン
声 - 斉藤壮馬（Evolutions）
『Let's Go! ピカチュウ・Let's Go! イーブイ』の主人公のライバル。性格はグリーンと異なり、主人公とは親しい友人の関係である。
ゲーム開始時にオーキド博士から『Let's Go! ピカチュウ』ではイーブイ、『Let's Go! イーブイ』ではピカチュウをもらう。どちらのバージョンにおいてもパーティは1パターンのみで、最終的にチャンピオンとして使用する手持ちポケモンは、メガピジョット、ラフレシア、ヤドラン、ギャロップ、ガラガラ、バージョンに応じてサンダースかライチュウになる。

オーキド博士
声 - 森功至（THE ORIGIN） / 若林正（W Professors） / 緒方賢一（ポケマス） / 園部啓一（Evolutions）
マサラタウンに研究所を構えるポケモン研究の世界的権威で、ライバル（グリーン）の祖父。ゲーム開始直後にプレイヤーに対し世界観などを説明する案内役でもある。

ナナミ
オーキド博士の孫娘でライバル（グリーン）の姉。優しい性格で、主人公に対してはライバル（グリーン）から「主人公には渡すな」と釘を刺されたにもかかわらずタウンマップを渡してくれる。
『ファイアレッド・リーフグリーン』のボイスチェッカーでは、過去にポケモンコンテストで優勝したことや、紅茶を毎日飲む習慣がありたまにタマムシデパートに買いに行く姿がタマムシデパート管理人のお婆さんに目撃されていることがわかる。またポケモンにとても好かれる性質であるようで、殿堂入り後にはポケモンのなつき度を高める毛づくろいをしてくれる。
『Let's Go! ピカチュウ・Let's Go! イーブイ』には登場せず、タウンマップは最初のポケモンを入手してから研究所を出た時に、別の人物からもらうように変更されている。

## ポケモンリーグ関係者

### ジムリーダー
タケシ
声 - 杉田智和（THE ORIGIN） / 鳥海浩輔（ポケマス）
ニビジムのリーダーで、いわタイプの使い手。キャッチコピー（ポケモンジム入口付近の看板に書かれているフレーズ）は「つよくて かたい いしの おとこ」。『赤・緑・青』のグラフィックでは上半身が裸で腕を組んでいる。『ピカチュウ』以降の作品は服を着ている。

カスミ
声 - 佐倉綾音（ポケマス）
ハナダジムのリーダーで、みずタイプの使い手。キャッチコピーは「おてんば にんぎょ」。みずタイプのポケモンで攻めまくることを信条としている。

マチス
声 - 武虎（ポケマス）
クチバジムのリーダーで、でんきタイプの使い手。キャッチコピーは「イナズマアメリカン！」「ライトニングタフガイ（Let's Go! ピカチュウ・Let's Go! イーブイ）」。アメリカから来日した元軍人で、英語交じりの片言の日本語で話す。架空の世界を舞台とするポケットモンスターシリーズにあって、現実の国家と同じ名前の国の国籍を持つことが明らかになっている唯一の人物である（ゲーム中では日本、アメリカ、中国、ロシアなど現実の国家の名前が散見されるが、これらは後のシリーズには見られない）。軍人時代の階級は少佐で、「戦争でエレクトリックポケモンを使って生き延びた」と語る。また、ジムのトレーナーからは軍人だったころから用心深い性格であることが聞け、それを示すようにマチスのいる部屋は二重ロックが施された電気仕掛けの扉で閉ざされている。
『赤・緑・青』『ファイアレッド・リーフグリーン』での手持ちは、ビリリダマ、ピカチュウ、ライチュウ。『Let's Go! ピカチュウ・Let's Go! イーブイ』ではピカチュウに代わりコイルを使用。『ピカチュウ』版ではライチュウ1体のみ。エースはライチュウ。『Let's Go!』での再戦は、マルマイン、サンダース、レアコイル、エレブー、ライチュウを使用する。
勝利すると、オレンジバッジと「わざマシン24（10まんボルト）」（『赤・緑・青・ピカチュウ』『Let's Go!』の場合）または「わざマシン34（でんげきは）」（『ファイアレッド・リーフグリーン』の場合）を渡してくれる。
『ファイアレッド・リーフグリーン』のボイスチェッカーでは、アメリカ在住だったころにポケモンに発電させて飛行機を飛ばしていたらしいことがわかる。
エリカ
声 - 茅野愛衣（ポケマス）
タマムシジムのリーダーで、くさタイプの使い手。キャッチコピーは「しぜんを あいする おじょうさま」。着物を着た若い女性。ジムでは生け花教室も開いている関係から、くさタイプを専門に扱っているとされる。対戦を申し込んできた主人公を目の前にして、わずかな間とはいえ居眠りをするほどおっとりとしており、好みのポケモンについては、「綺麗なポケモンしか欲しくならない」と発言している。ジムのトレーナーによればタマムシジムは男子禁制であるようで、門下生はすべてが女性のトレーナーとなっている。
『赤・緑・青』『ファイアレッド・リーフグリーン』での手持ちは、ウツボット、モンジャラ、ラフレシア。『Let's Go! ピカチュウ・Let's Go! イーブイ』ではウツボットに代わりウツドンを使用。『ピカチュウ』版では、モンジャラ、ウツドン、クサイハナ。『Let's Go!』での再戦は、モンジャラ、パラセクト、ウツボット、ナッシー、ラフレシアを使用する。エースは『ピカチュウ』以外はラフレシア、『ピカチュウ』ではクサイハナ。
勝利すると、レインボーバッジと「わざマシン21（メガドレイン）」（『赤・緑・青・ピカチュウ』『Let's Go!』の場合）または「わざマシン19（ギガドレイン）」（『ファイアレッド・リーフグリーン』の場合）を渡してくれる。
『ファイアレッド・リーフグリーン』のボイスチェッカーでは、昼寝をしている姿が頻繁に目撃されているらしいことがわかる。
キョウ
声 - 大川透（ポケマス）
セキチクジムのリーダーで、どくタイプの使い手。キャッチコピーは「どくの ことなら なんでも ござれ」。伊賀忍者の子孫で、纏っている装束も忍者のそれである。ジムは見えない壁で仕切られたからくり屋敷であり、そこには「ジプシージャグラー」（『ファイアレッド・リーフグリーン』ではジャグラー）と「もうじゅうつかい」（猛獣使い）が集まっている。特にジプシージャグラーの使うポケモンのタイプはエスパーであり、どくタイプのポケモンを使うトレーナーは「もうじゅうつかい」のみとなる。
『赤・緑・青』『ファイアレッド・リーフグリーン』での手持ちは、ドガース2体、ベトベトン、マタドガス。『Let's Go! ピカチュウ・Let's Go! イーブイ』ではドガース1体に代わりモルフォンを使用。『ピカチュウ』版では、コンパン3体、モルフォン。『Let's Go!』での再戦は、ドククラゲ、ゴルバット、モルフォン、マタドガス、ベトベトンを使用する。エースは 『赤・緑・青』『ファイアレッド・リーフグリーン』ではマタドガス、『ピカチュウ』『Let's Go!』ではモルフォン。
勝利すると、ピンクバッジと「わざマシン06（どくどく）」を渡してくれる。
『金・銀・クリスタル』と『ハートゴールド・ソウルシルバー』のジムリーダーの一人であるアンズの父親であり、『ファイアレッド・リーフグリーン』でのセキチクシティには、ジムリーダーになる前のアンズが登場している。
『ファイアレッド・リーフグリーン』のボイスチェッカーでは、薬にも詳しくポケモンが傷つくと自分で作った薬で癒していること、サファリゾーンの見回りを時々していることがわかる。
ナツメ
声 - 田中理恵（ポケマス）
ヤマブキジムのリーダーで、エスパータイプの使い手。キャッチコピーは「エスパー しょうじょ！」。本人曰く、何気なくスプーンを投げたら曲がって以降、超能力を発揮するようになったという。また、戦うのは好きではないとのこと。主人公に敗れた際には、超能力は限られた人のみに与えられた力ではないと話している。
ヤマブキシティには過去に現在のヤマブキジムと格闘道場の2つがポケモンジムとして認められていたが、統一試合で格闘道場を仕切るカラテ大王がナツメに敗れ、現在の形となった経緯がある。
『赤・緑・青』『ファイアレッド・リーフグリーン』での手持ちは、ユンゲラー、バリヤード、モルフォン、フーディン。『Let's Go! ピカチュウ・Let's Go! イーブイ』ではモルフォン・ユンゲラーに代わりヤドラン、ルージュラを使用。『ピカチュウ』版では、ケーシィ、ユンゲラー、フーディン。『Let's Go!』での再戦は、バリヤード、ヤドラン、スリーパー、ルージュラ、フーディンを使用する。エースはフーディン。
勝負後に、ゴールドバッジと「わざマシン46（サイコウェーブ）」（『赤・緑・青・ピカチュウ』の場合）または「わざマシン04（めいそう）」（『ファイアレッド・リーフグリーン』『Let's Go!』の場合）を渡してくれる。通常はジムリーダーに勝利しない限り、バッジとわざマシンをもらうことはできないが、ナツメに限っては勝負に負けた場合でも勝利扱いとなり、勝った場合とまったく同じようにバッジとわざマシンももらうことができる。
『ファイアレッド・リーフグリーン』のボイスチェッカーでは、勝負の時にポケモンに声をかけずとも気持ちを伝えることができるらしいことがわかる。
カツラ
声 - 魚建（ポケマス）
グレンジムのリーダーで、ほのおタイプの使い手。キャッチコピーは「ねっけつ クイズ おやじ」。グレン島に現在の研究所ができる前から住んでいて、島の住人には変人として知られている。丸い眼鏡をかけたスキンヘッドで白衣を着ているが、『赤・緑』の取扱い説明書の初版にはメガネをかけておらず頭部の周りに髪の毛が生えている風貌のイラストが掲載されている。ジムには鍵をかけており、「ひみつのカギ」を持っていないと入れず、内部にはクイズマシンを設置している。このクイズマシンが出すクイズに正解するとジムのトレーナーと戦わずに先に進めるが、間違うと強制的に戦わされる。ジムのトレーナーは「かじばどろぼう」と「りかけいのおとこ」で占められている。
『Let's Go!』ではジム内部のデザインが会場のようなものに変更され、出題されるクイズの内容も大半が一新された。
ジムのトレーナーによると、カツラは過去に山登りで遭難した際、火の鳥のポケモンが暗い山道を照らしながら飛んでいき、そのおかげで無事に下山することができたという。
『赤・緑・青』『ファイアレッド・リーフグリーン』での手持ちは、ガーディ、ポニータ、ギャロップ、ウインディ。『Let's Go! ピカチュウ・Let's Go! イーブイ』ではガーディ・ポニータに代わりブーバー、キュウコンを使用。『ピカチュウ』版では、キュウコン、ギャロップ、ウインディ。『Let's Go!』での再戦は、ブーバー、ブースター、キュウコン、ギャロップ、ウィンディを使用する。エースはウインディ。
勝利すると、クリムゾンバッジと「わざマシン38（だいもんじ）」を渡してくれる。この時に「だいもんじ」（大文字）についてのくだりで京都という単語が出てくるが、ポケモンの世界に京都（エンジュシティのモチーフではあるが）は存在しない。
『ファイアレッド・リーフグリーン』のボイスチェッカーでは、フジ老人とは旧知の仲であること、クイズを考える時だけメガネをはずすことがわかる。

### 四天王
カンナ
声 - 折笠富美子（ジェネレーションズ） / 弘松芹香（ポケマス）
ポケモンリーグに君臨する四天王の一人目で、こおりタイプの使い手。メガネを掛けた若い女性。本人によれば、「こおりタイプを使わせたら右に出る者はいない」とのこと。
手持ちは、ジュゴン、パルシェン、ヤドラン、ルージュラ、ラプラス。エースポケモンはラプラス。『ファイアレッド・リーフグリーン』では2回目のポケモンリーグ以降、ヤドランがイノムーに変更されている。『Let's Go!』では2回目以降、サンドパン（アローラのすがた）が追加されている。
『ファイアレッド・リーフグリーン』ではカンナに関するイベントと設定が追加された。ナナシマの「4のしま」出身で実家もこの島にあり、家にはたくさんのぬいぐるみを飾っている。ラプラスとは幼少のころに島にある「いてだきのどうくつ」で出会って以来、ずっと一緒にいることを島の住人より聞くことができる。「いでだきのどうくつ」では、主人公とともにポケモンの密漁をしていたロケット団を討伐し、事件の解決に尽力している。
『金・銀・クリスタル』『ハートゴールド・ソウルシルバー』には登場しない。
シバ
声 - 星野貴紀（ジェネレーションズ） / 斉藤次郎（ポケマス）
四天王の二人目で、かくとうタイプの使い手。諸肌を脱いだ風貌の男性。人もポケモンも鍛えればどこまでも強くなるという信念を持つ。
手持ちは、『赤・緑・青・ピカチュウ』『ファイアレッド・リーフグリーン』ではイワーク2体、エビワラー、サワムラー、カイリキー。エースポケモンはカイリキー。『Let's Go! ピカチュウ・Let's Go! イーブイ』ではイワーク1体がニョロボンに変わっている。2回目以降は『ファイアレッド・リーフグリーン』ではイワークが2体ともハガネールに進化しており、『Let's Go!』ではゴローニャ（アローラのすがた）が追加されている。エースはカイリキー。
『ルビー・サファイア・エメラルド』では、過去にホウエン地方のジムリーダーであるトウキとともに修行していたことが明かされ、『ファイアレッド・リーフグリーン』においても、「しっぽうけいこく」にて同様の話をする人物が存在する。
『ファイアレッド・リーフグリーン』のボイスチェッカーでは、強いトレーナーと勝負するために四天王になったこと、「2のしま」で「いかりまんじゅう」が買えず落胆して帰ったことがあったことがわかる。
キクコ
声 - 京田尚子（ジェネレーションズ） / 鳳芳野（ポケマス）
四天王の三人目で、ゴーストタイプの使い手。杖をついた老婆で、オーキド博士がトレーナーとして現役だったころはライバル関係にあった。対戦前の主人公との会話では、現在のポケモン研究家としてのオーキド博士をジジイと呼び、見る影もないと評している。また、ポケモンは戦わせるものという考えを持ち、ポケモン図鑑を作っている主人公に対して駄目出しをしたものの、対戦後は主人公の実力とそれを見抜いていたオーキド博士の見識を認める発言をしている。
手持ちは、『赤・緑・青・ピカチュウ』『ファイアレッド・リーフグリーン』ではゲンガー2体、ゴルバット、ゴースト、アーボック。エースポケモンはゲンガー。『Let's Go! ピカチュウ・Let's Go! イーブイ』ではゴーストに代わりマタドガスを使用する。2回目以降は『ファイアレッド・リーフグリーン』では2回目のポケモンリーグ以降、ゴルバットがクロバットに進化し、ゴーストがムウマに変更され、手持ちポケモン5体すべての性別がメスからオスへ変更されている。『Let's Go!』では2回目以降、ガラガラ（アローラのすがた）が追加されている。エースはゲンガー。
『ファイアレッド・リーフグリーン』のボイスチェッカーでは、気が短くてすぐ怒鳴ること、四天王の最年長記録を打ち立てたことがわかる。
『金・銀・クリスタルバージョン』と『ハートゴールド・ソウルシルバー』では一切登場しない。また、『ブラック2・ホワイト2』ではシンオウ地方の四天王のキクノと共にイッシュ地方のポケモンリーグに挑戦しに来たことが示唆されている。
ワタル
声 - 川島得愛（THE ORIGIN） / 細谷佳正（ジェネレーションズ） / 森川智之（ポケマス）
四天王の四人目で、ドラゴンタイプの使い手。マントをまとった青年。ドラゴンを聖なる伝説の生き物と呼び、高い能力を持つ自身のポケモンに厚い信頼を寄せている。
手持ちは、『赤・緑・青・ピカチュウ』『ファイアレッド・リーフグリーン』ではギャラドス、ハクリュー2体、プテラ、カイリュー。エースポケモンはカイリュー。『Let's Go! ピカチュウ・Let's Go! イーブイ』ではハクリュー2体に代わりシードラ、リザードンを使用する。『ファイアレッド・リーフグリーン』では2回目のポケモンリーグ以降、2体のハクリューが、カイリューとキングドラに変更されている。『Let's Go!』では2回目以降はナッシー（アローラのすがた）が追加され、リザードンをメガリザードンXにメガシンカさせてくる。
『金・銀・クリスタルバージョン』では、ジョウト地方のフスベシティのドラゴン使いで有名な一族の出身であることが明かされた。また、同作品に登場するフスベシティのジムリーダーのイブキとは従兄妹同士の関係に当たる。
『ファイアレッド・リーフグリーン』のボイスチェッカーでは、たまにタマムシデパートでマントを買う姿が客に目撃されていることがわかる。ヤマブキシティのある女性からは、正義感が強くて熱血で格好いいと評されている。
『サン・ムーン』では、アローラ地方にポケモンリーグを招致するためにやってきたククイ博士と戦ったことが示唆されている。

## ロケット団
サカキ
声 - 小山力也（THE ORIGIN） / 大塚明夫（ジェネレーションズ） / 石井康嗣（ポケマス）
秘密結社ロケット団のボスであるが、トキワジムのリーダーという表の顔も持つ。じめんタイプの使い手。すべてのポケモンはロケット団のために存在し、金儲けの道具に過ぎないという考えを持つ。ロケット団を率いてヤマブキシティを占拠し、ポケモンを必ず捕獲できるという試作品「マスターボール」を目的にシルフカンパニーを襲撃したが、主人公に阻止され失敗に終わる。一連の事件後は、体制を立て直すためにトキワジムを隠れ家としていた。ジムリーダーとして臨んだ主人公との勝負に敗れると、ロケット団の解散を宣言すると同時に一からポケモンの修業をし直すことを明かし行方をくらます。
賞品用のわざマシンを自作したり、ジムやロケット団アジト内の一方通行パネルを開発したりと物を開発する能力は高め。
主人公とは3度戦う機会があり、『赤・緑・青』において、一度目の対戦ではイワーク、サイホーン、ガルーラの3体を、二度目はニドリーノ、サイホーン、ガルーラ、ニドクインの4体を、三度目のジムリーダーとして戦う時はサイホーン、ダグトリオ、ニドクイン、ニドキング、サイドンの5体を使用する。『ファイアレッド・リーフグリーン』でも基本的に同じポケモンを使用するが、ジムリーダーとして戦うときに使うポケモンの5体目（手持ちポケモンの5番目）が、サイドンから進化前のサイホーンに変更されている。『ピカチュウ』版では、ガルーラがペルシアンに変更されており、ジムリーダーとして戦う時のパーティでは、一番手のサイホーンがペルシアンに代わり、二番手だったダグトリオが1番手に入れ替わっている。『Let's Go! ピカチュウ・Let's Go! イーブイ』では一度目の対戦ではイワークが抜けてガルーラの代わりにペルシアン、二度目はニドリーノが抜けてガルーラの代わりにペルシアン、三度目のジムリーダーとして戦う時はサイホーンが抜けている。エースは『ファイアレッド・リーフグリーン』以外はサイドン、『ファイアレッド・リーフグリーン』ではサイホーン。勝利すると、グリーンバッジと「わざマシン27（じわれ）」（『赤・緑・青・ピカチュウ』の場合）または「わざマシン26（じしん）」（『ファイアレッド・リーフグリーン』『Let's Go!』の場合）を渡してくれる。基本的に技マシンはシルフカンパニーの製品という設定ではあるが、これらの技マシンは過去にジムをやっているときに自身が作ったものだという。
『ファイアレッド・リーフグリーン』のボイスチェッカーでは、赤い髪の毛の子供がいるらしいことがわかる。『ハートゴールド・ソウルシルバー』において、2010年に上映された『劇場版ポケットモンスター ダイヤモンド&パール 幻影の覇者 ゾロアーク』の上映館内でワイヤレス配信されたセレビィをウバメの森に連れていくと起こるイベントで、赤い髪の毛の子供が『ハートゴールド・ソウルシルバー』およびそのオリジナル版である『金・銀・クリスタルバージョン』のライバルであることが明らかになった。
『ウルトラサン・ウルトラムーン』ではエピソードRRで登場。ウルトラホールの存在を知ってアローラ地方に渡り、エーテル財団の乗っ取りを企図してルザミーネの自宅を占領し、他の世界の組織ボスを呼び寄せてレインボーロケット団を結成しボスになっている。ただし、サカキ自身も別の世界から来たような描写がある。手持ちはダグトリオ、ニドクイン、ニドキング、ドサイドン、ミュウツーで、ミュウツーはメガシンカするがバージョンによってメガシンカ先が異なる。
ムサシとコジロウ
『ピカチュウ』版と『Let's Go! ピカチュウ・Let's Go! イーブイ』に登場する白服を着た男女。モデルはテレビアニメ版に登場したムサシとコジロウ。
『ピカチュウ』版では他の団員と同様に「ロケットだんいん」と表記されていたが、『Let's Go! ピカチュウ・Let's Go! イーブイ』では個人名で表記されるようになり、出番も増加している。
スミオ
『ファイアレッド・リーフグリーン』に登場する研究員。点の穴で主人公が手にいれようとしたサファイアを奪い取るが、その際にロケット団倉庫のパスワードを言い残して去る。主人公と勝負した後にオークションに出品する予定だったサファイアを主人公に渡した。彼にまた会いに行くとサカキの息子に関する話をしてくれる。
アポロ
『ハートゴールド・ソウルシルバー』に登場した幹部。『Let's Go! ピカチュウ・Let's Go! イーブイ』に固有名詞無し・したっぱと同じ容姿の幹部と入れ替わる形で登場。手持ちは1回目はマタドガスとゴルバット。2回目はマルマイン、殿堂入り後はブーバーが加わる。

## その他の人物
マサキ
25番道路にある岬の小屋に住むポケモンマニアの青年で、ポケモン預かりシステムの開発者でもある。ある実験に失敗しポケモンと融合してしまっていたところを訪れた主人公に助けてもらい、知己となる。関西弁を話し、『金・銀・クリスタルバージョン』では出身がジョウト地方のコガネシティ（大阪府がモデル）であることが明かされた。セキチクシティに祖父が住んでいる。
現在のコレクションとして特にお気に入りなのは、イーブイ、ブースター、サンダース、シャワーズである。
『ファイアレッド・リーフグリーン』のボイスチェッカーでは、最初に捕まえたポケモンはケーシィであること、ミルクが飲めない（苦手である）ことがわかる。
1997年に出版された書籍『大人にもわかるポケモンカード戦略』はマサキの著作との設定を持つ。
フジ老人
声 - 稲葉実（THE ORIGIN）
シオンタウンで捨てられたポケモンの世話をしている男性の老人。ロケット団がいるにもかかわらず、彼らに殺されたガラガラの幽霊を慰めるためにポケモンタワーに赴いていた。ロケット団員によれば、タワーにくる直前はロケット団のアジトに乗り込み、ポケモンを虐待しないよう抗議していたとのこと。ポケモンタワーでロケット団を撃退した後は、主人公に寝ているポケモンを起こすという「ポケモンの笛」を渡す。
『ファイアレッド・リーフグリーン』のボイスチェッカーでは、シオンタウン出身ではないこと、ジムリーダーのカツラと旧知の仲であることがわかる。
アニメ『THE ORIGIN』では、グレン島のポケモン屋敷（元は研究施設）でミュウの子供であるミュウツーの遺伝子を組み替えた科学者「フジ博士」であったことが明かされた。また、「ポケモンだいすきクラブ」の特設サイトにおいても「フジ博士」との関連が示唆されている。
ニシキ
『ファイアレッド・リーフグリーン』に登場。1の島に住むポケモンボックスの管理者。マサキの友人。
主人公にネットワークマシンを完成させるためにルビーとサファイアを探すように手伝いをする。3の島に行くことでカントー地方とネットワークが繋がり、ルビーとサファイアを手に入れることでホウエン地方とネットワークが繋がり、同世代の作品である『ルビー・サファイア・エメラルド』と通信ができるようになる。
アキホ
『ファイアレッド・リーフグリーン』に登場。5の島のゴージャスリゾートに住んでいるお嬢様。
マツリカ
『Let's Go! ピカチュウ・Let's Go! イーブイ』に登場。『サン・ムーン』からのゲストキャラクター。
ブルー
声 - 三森すずこ（Evolutions）
『Let's Go! ピカチュウ・Let's Go! イーブイ』に登場。『赤・緑』の公式ガイドブックの表紙用に作られた少女をモデルにしたキャラクターで、デザインには前述の『ファイアレッド・リーフグリーン』の女の子主人公（リーフ）の要素も取り入れられている。
ある条件を満たすとハナダの洞窟に現れ、対戦可能になる。手持ちはピクシー、ゲンガー、ガルーラ、ウツボット、キュウコン、メガカメックス。